# 톤다노쥐
톤다노쥐(Taeromys taerae)는 쥐과에 속하는 설치류의 일종이다. 인도네시아에서만 발견된다. 술라웨시섬 북동부 지역 고지대에서 발견된다. 형태학적 근연종은 술라웨시섬 중부 산악 지대에서만 발견되는 술라웨시산지쥐(Taeromys hamatus)이다.